# Thelypteris cooleyi
Thelypteris cooleyi är en kärrbräkenväxtart som beskrevs av George Richardson Proctor. Thelypteris cooleyi ingår i släktet Thelypteris och familjen Thelypteridaceae. Inga underarter finns listade.